# 聖依納爵羅耀拉主教座堂 (棕櫚灘)
圣依纳爵罗耀拉主教座堂（Cathedral of St. Ignatius Loyola）是天主教棕榈滩教区的主教座堂，位于美国佛罗里达州棕櫚灘花園。 

## 历史

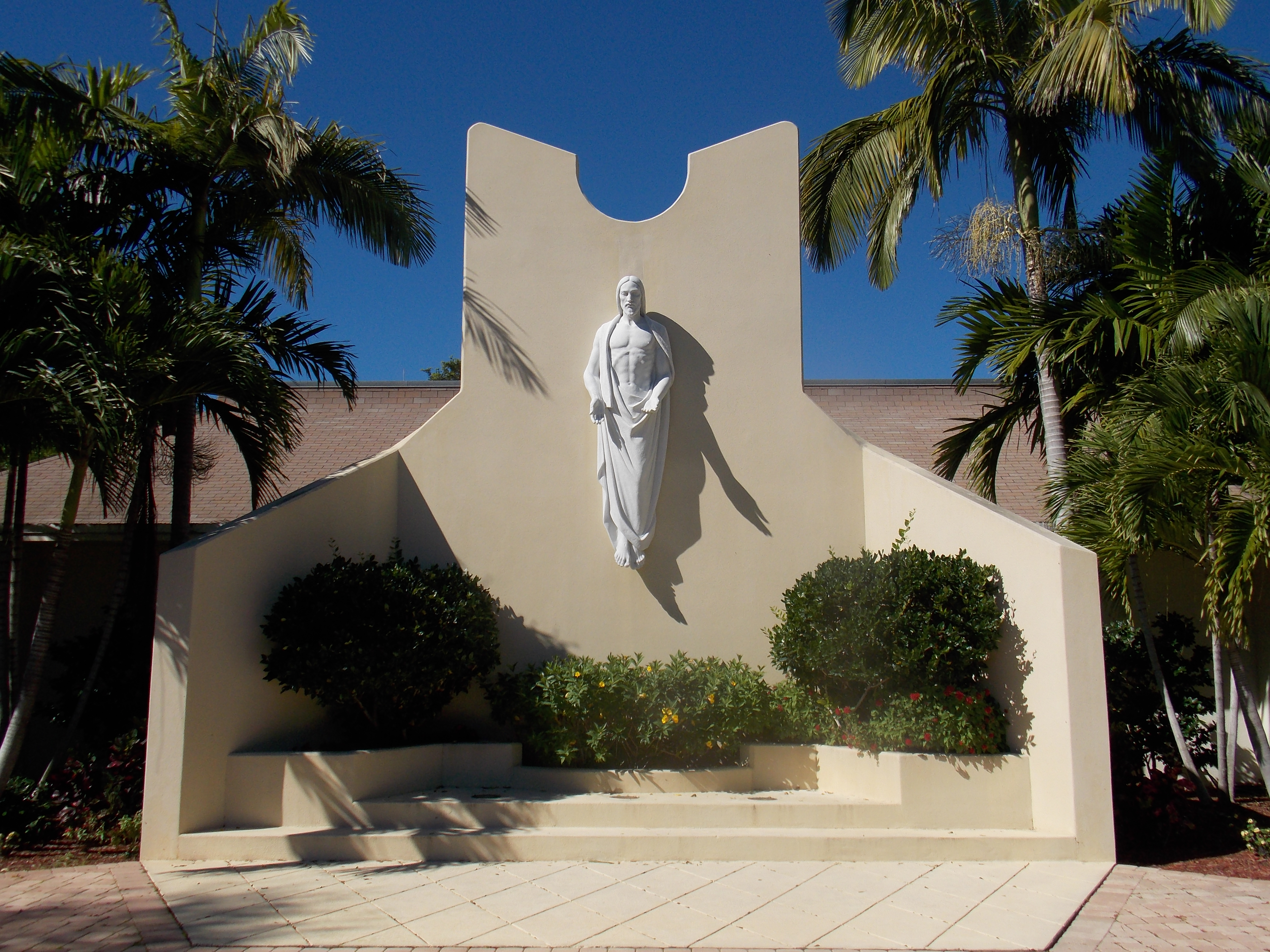

圣依纳爵罗耀拉堂创建于1970年6月25日，最初是天主教迈阿密总教区的一个堂区。1974年1月开工建造，12月建成，当时有600个家庭，1982年发展到2,000 个家庭。1983年建造目前的教堂。1984年6月16日成立棕榈滩教区圣依纳爵罗耀拉堂被选为主教座堂，并在10月6日祝圣。   

## 建筑

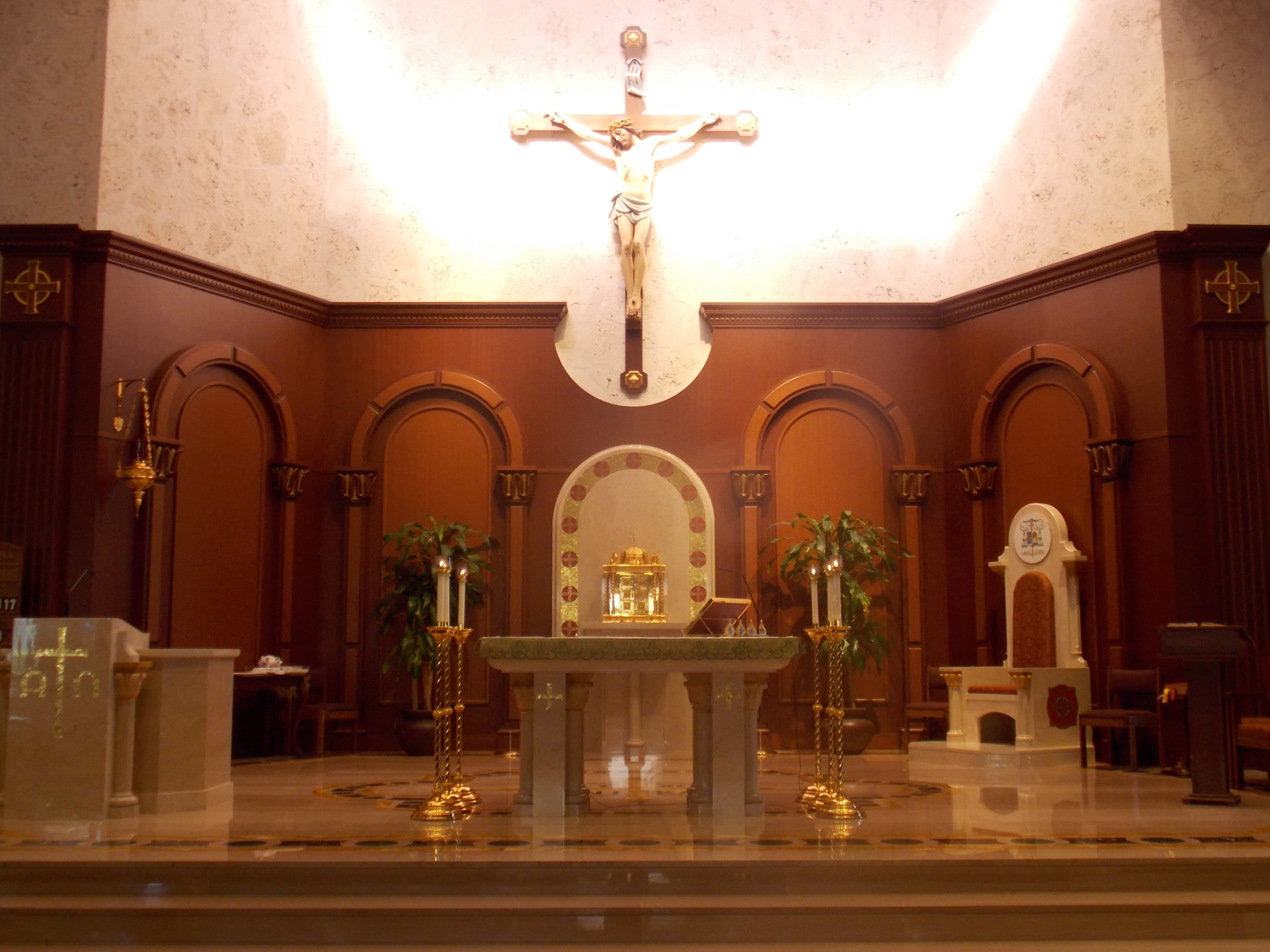

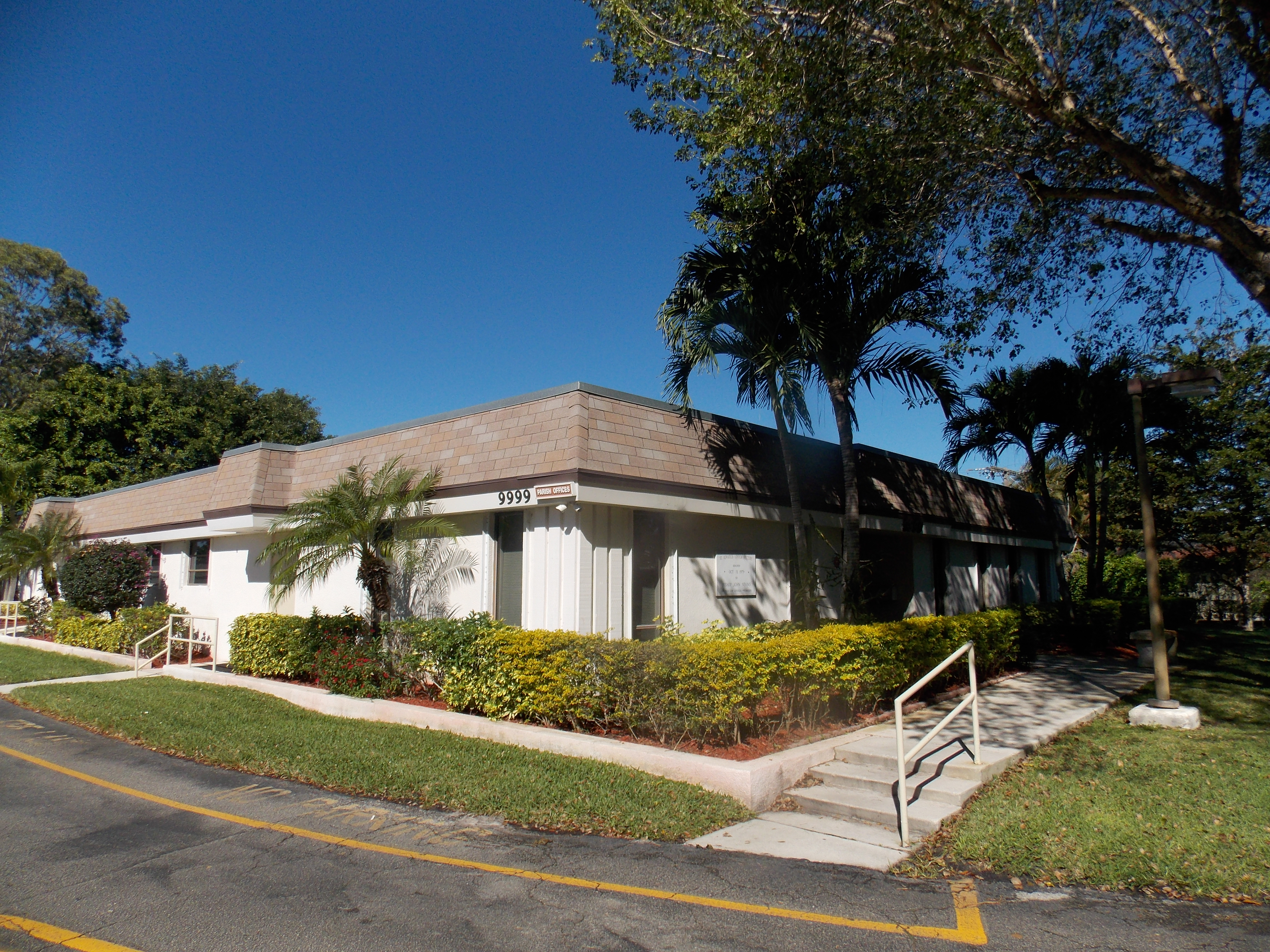

该堂为现代建筑风格，可容纳1,250人。